# Gwiezdne wojny: Skywalker. Odrodzenie
Gwiezdne wojny: Skywalker. Odrodzenie (ang. Star Wars: The Rise of Skywalker) znany także jako Gwiezdne wojny: część IX – Skywalker. Odrodzenie – amerykański film z gatunku space opera w reżyserii J.J. Abramsa, którego premiera miała miejsce 16 grudnia 2019 w Los Angeles. Jest to dziewiąta część sagi Gwiezdne wojny. W rolach głównych wystąpili: Daisy Ridley, John Boyega, Adam Driver, Oscar Isaac, Billy Dee Williams, Carrie Fisher, Ian McDiarmid oraz Mark Hamill.

## Fabuła
Akcja filmu rozgrywa się w roku 35 ABY, czyli rok po wydarzeniach ukazanych w poprzedniej części filmu. Kylo Ren przylatuje na planetę Mustafar, gdzie znajduje się artefakt Sithów. Urządzenie naprowadza go na niezbadaną planetę Exegol, gdzie znajduje się odrodzony Sheev Palpatine. Imperator ujawnia, że stworzył Snoke'a jako swoją marionetkę, aby kontrolować Najwyższy Porządek i zwabić Kylo na Ciemną Stronę. Palpatine odkrywa tajną flotę Gwiezdnych Niszczycieli. Rey kontynuuje trening Jedi pod okiem dowódcy Ruchu Oporu – Lei Organy. Finn i Poe Dameron dostarczają informacje od szpiega, że Palpatine żyje i przebywa na Exegolu. Za pomocą starych ksiąg Jedi, Rey dowiaduje się, że muszą odnaleźć artefakt Sithów. Rey, Finn, Poe, Chewbacca, BB-8 i C-3PO na pokładzie Sokoła Millenium udają się na planetę Pasaana w poszukiwaniu Ochiego, który mógł mieć styczność z artefaktem.
Grupa spotyka Lando Calrissiana, który wskazuje im ostatnią znaną lokalizację Ochiego. Dzięki więzi mocy, Kylo dowiaduje się gdzie jest Rey i udaje się tam z Rycerzami Ren. Na pustyni, Rey i pozostali, odkrywają szczątki martwego Ochiego, wrak jego statku, droida D-O i sztylet z tekstem w języku Sithów. Rey wyczuwa obecność Kylo w pobliżu i stara się go zlikwidować. Żołnierze Najwyższego Porządku pojmują Chewbaccę, który posiada schowany sztylet. Za pomocą Mocy, Rey próbuje uratować Chewbaccę. Przypadkowo dziewczyna wypuszcza błyskawice i niszczy transportowiec Najwyższego Porządku. Grupa jest przekonana, że Chewbacca zginął w eksplozji.
Bohaterowie podróżują na planetę Kijimi, gdzie znajduje się programista, który przeprogramowuje C-3PO tak by ten mógł odczytać pismo Sithów. W procesie C-3PO traci pamięć, ale ujawnia współrzędne artefaktu na Kef Bir. Rey wyczuwa, że Chewbacca żyje, a grupa organizuje misję ratunkową. Podczas gdy Kylo szuka Rey, grupa infiltruje jego Gwiezdnego Niszczyciela z pomocą Zorii Bliss, znajomej Poe sprzed lat. Rey odzyskuje sztylet i w wizji widzi śmierć swoich rodziców. Kylo informuje ją, że jest wnuczką Palpatine’a. Lord Sithów nakazał Ochiemu porwać Rey, gdy ta była dzieckiem, ale rodzice ukryli ją na Jakku, aby ją chronić. Generał Hux ratuje Poego, Finna i Chewbaccę przed egzekucją, ujawniając się jako szpieg. Pozwala grupie uciec na Sokoła, przez co zostaje stracony.
Grupa przybywa na Kef Bir. Jannah, były szturmowiec i sympatyk Ruchu Oporu, prowadzi ich do pozostałości drugiej Gwiazdy Śmierci, gdzie Rey znajduje artefakt. Kylo również przybywa na Kef Bir, niszczy artefakt i namawia Rey, by razem zabili i zastąpili Palpatine’a. Leia kontaktuje się z Kylo przez Moc i umiera. Rozproszony Ren, zostaje przebity mieczem przez Rey. Wyczuwając śmierć Lei, Rey uzdrawia Kylo za pomocą Mocy, porywa jego statek i udaje się na Ahch-To na wygnanie. Duch Mocy Luke’a daje Rey miecz świetlny Lei i zachęca ją  do zmierzenia się z Palpatine’em. Dzięki artefaktowi Kylo, Rey odnajduje Exegol. Han Solo objawia się Kylo w postaci wspomnienia i przekonuje syna do powrotu na Jasną Stronę Mocy. Ren wyrzuca swój miecz świetlny i wyrusza pomóc Rey jako Ben Solo. Palpatine za pomocą jednego ze swoich Gwiezdnych Niszczycieli wyposażonych w superlaser, niszczy Kijimi jako pokaz siły.
W bazie Ruchu Oporu R2-D2 przywraca pamięć C-3PO po powrocie grupy. Całe siły Ruchu zostają wysłane na Exegol, gdzie konfrontują się z jednostkami Palpatine’a. Imperator każe wnuczce, by ta go zabiła, aby  przenieść w nią swojego ducha. Lando zjawia się z posiłkami z całej galaktyki. Dochodzi do ogromnej bitwy. Na Exegolu, Ben unieszkodliwia Rycerzy Ren i dołącza do Rey. Palpatine wyczuwa rzadką więź łączącą Bena i Rey, przejmuje ich Moc i zyskuje siły. Odmłodzony Imperator, atakuje flotę Ruchu Oporu błyskawicami Mocy i obezwładnia Bena. Osłabiona Rey słyszy głosy dawnych Jedi, dzięki którym odzyskuje siły. Palpatine atakuje ją swoją błyskawicą, ale Rey odbija ją za pomocą miecza świetlnego Skywalkera, zabijając go i siebie. Ben ożywia Rey, przenosząc na nią swoją siłę życiową, całuje ją i umiera, stając się jednym z Mocą. Ruch Oporu niszczy resztę armady Palpatine’a.
Żołnierze Ruchu Oporu świętują. Rey odwiedza opuszczone gospodarstwo Larsów na Tatooine, gdzie dorastał Luke. Zakopuje miecze świetlne Skywalkerów. Przechodząca kobieta pyta o jej imię i nazwisko, a ona odpowiada: Rey Skywalker.

## Obsada
| Postać           | Aktor              | Polski dubbing         |
| ---------------- | ------------------ | ---------------------- |
| Rey              | Daisy Ridley       | Weronika Humaj         |
| Finn             | John Boyega        | Sebastian Fabijański   |
| Poe Dameron      | Oscar Isaac        | Marcin Bosak           |
| Kylo Ren         | Adam Driver        | Marcin Dorociński      |
| Luke Skywalker   | Mark Hamill        | Jerzy Radziwiłowicz    |
| Palpatine        | Ian McDiarmid      | Adam Ferency           |
| Leia Organa      | Carrie Fisher      | Dorota Kolak-Michalska |
| Lando Calrissian | Billy Dee Williams | Leszek Teleszyński     |
| Maz Kanata       | Lupita Nyong’o     | Paulina Holtz          |
| gen. Hux         | Domhnall Gleeson   | Kamil Kula             |
| Rose Tico        | Kelly Marie Tran   | Justyna Kowalska       |
| Chewbacca        | Joonas Suotamo     | –                      |
| C-3PO            | Anthony Daniels    | Piotr Bajor            |
| R2-D2            | Jimmy Vee          | –                      |
| por. Connix      | Billie Lourd       | Erika Karkuszewska     |
| Jannah           | Naomi Ackie        | Elżbieta Nagel         |
| gen. Pryde       | Richard E. Grant   | Janusz Łagodziński     |
| Zorii Bliss      | Keri Russell       | Anna Dereszowska       |
| Beaumont Kin     | Dominic Monaghan   | –                      |

## Produkcja

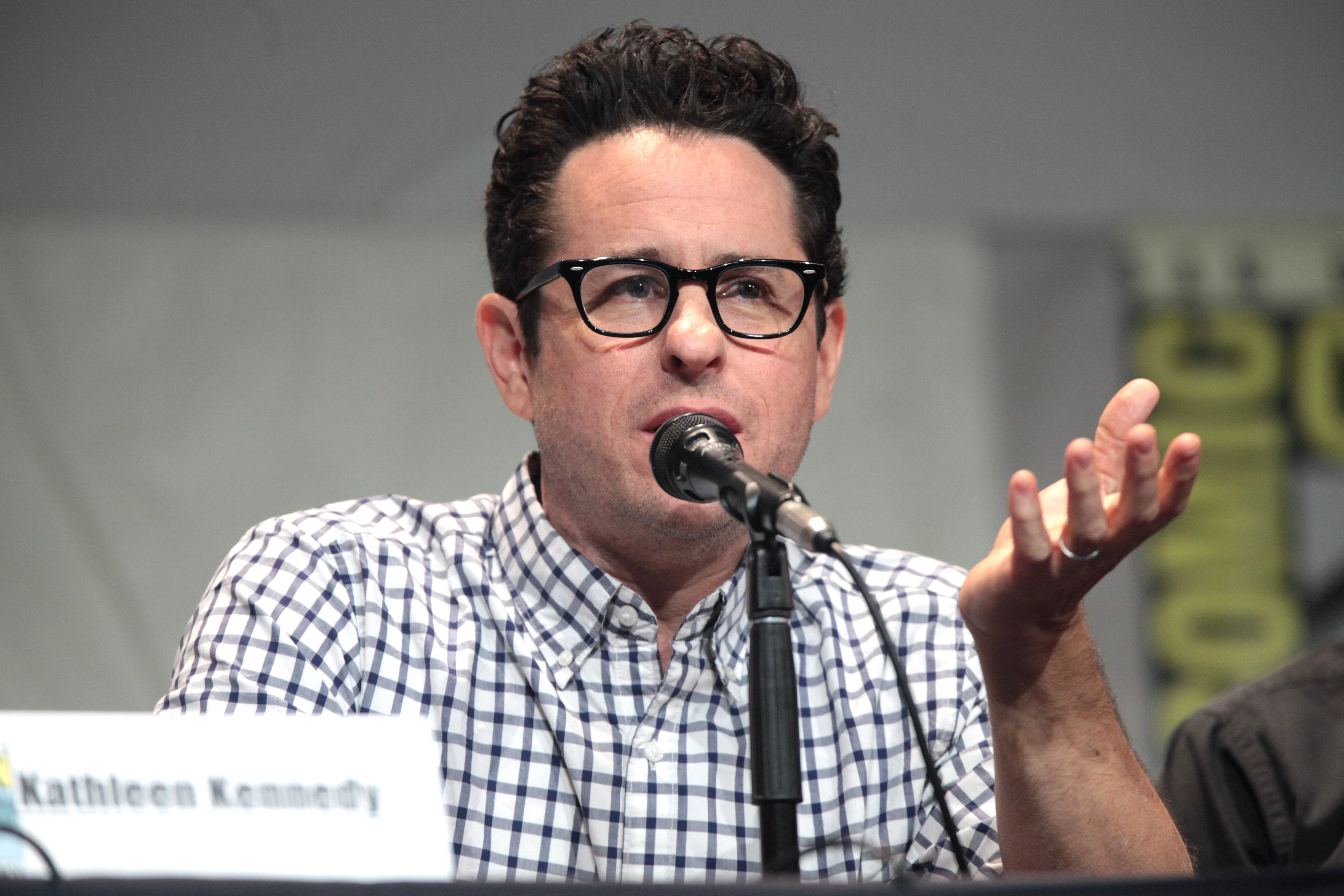
J.J. Abrams, reżyser filmu

W sierpniu 2015 roku ogłoszono, że Colin Trevorrow zostanie reżyserem filmu. W lutym 2016 roku zarządca Disneya Bob Iger potwierdził prace nad preprodukcją dziewiątego epizodu. W grudniu 2016 roku zmarła Carrie Fisher – odtwórczyni roli Lei Organy w poprzednich częściach sagi, która miała zagrać kluczową rolę w dziewiątej części serii. Nieoczekiwana śmierć aktorki wywołała sporą falę spekulacji odnośnie do pojawienia się w filmie zarówno Fisher, jak i samej granej przez nią postaci. Kilka tygodni później Lucasfilm ogłosił, że nie zamierza odtworzyć postaci Carrie Fisher w wersji cyfrowej; z kolei w kwietniu 2017 roku Kathleen Kennedy oficjalnie potwierdziła, iż aktorka nie pojawi się w filmie.
W sierpniu tego samego roku ogłoszono, iż Jack Thorne będzie odpowiadał za fabułę filmu. We wrześniu z kolei wytwórnia filmowa Lucasfilm potwierdziła rezygnację Trevorrowa ze stanowiska reżysera. Tydzień później ogłoszono, że zastąpi go J.J. Abrams (odpowiedzialny za siódmy epizod), który także, wspólnie z Chrisem Terrio napisze scenariusz do filmu.
W lutym 2018 ogłoszono, iż pisanie scenariusza zostało ukończone. W lipcu tego samego roku wytwórnia Lucasfilm ponownie odniosła się do wystąpienia zmarłej Carrie Fisher w filmie i ogłosiła, iż aktorka pojawi się w dziewiątym epizodzie sagi poprzez umieszczenie w filmie niewykorzystanych wcześniej zdjęć zarejestrowanych podczas produkcji siódmej części Gwiezdnych wojen.
Zdjęcia do filmu zaczęły się w sierpniu 2018 po ogłoszeniu 27 lipca pełnej obsady, a zakończyły się w lutym 2019 roku.

## Odbiór

### Box office
Budżet filmu wyniósł 275 milionów dolarów. Film zarobił w Stanach Zjednoczonych i Kanadzie ponad 515 mln USD. W innych krajach świata przychody wyniosły blisko 559 mln dolarów, a łączny przychód ze sprzedaży biletów wyniósł 1,074 miliarda dolarów.

### Krytyka w mediach
Film spotkał się z mieszaną reakcją krytyków. W serwisie Rotten Tomatoes 51% z 494 recenzji jest pozytywne, a średnia ocen wyniosła 6,13/10. Na portalu Metacritic średnia ważona ocen wystawionych na podstawie 61 recenzji wyniosła 53 punkty na 100.

### Nagrody i nominacje
Skywalker. Odrodzenie otrzymał trzy nominacje do Oscara; w kategoriach: „najlepsze efekty specjalne”, „najlepszy montaż dźwięku” oraz „najlepsza muzyka”.